# Маршак, Макс Соломонович
Макс Соломонович (Шлёмович) Маршак (02.05.1899 — 17.09.1970) — советский диетолог, доктор медицинских наук, профессор.
Родился 2 мая 1899 г. в г. Белосток Гродненской губернии (ныне — Польша).
В 1914 г. переехал из Белостока в Москву, где окончил эвакуированное туда после начала войны Варшавское реальное училище. В 1923 г. окончил медицинский факультет 1-го МГУ и до 1930 г. работал в должности ответственного секретаря санитарно-гигиенической и диетической секции Научно-пищевого совета государственного паевого товарищества «Нарпит», отвечал за организацию общественного питания.
С 1930 г. заведующий отделением организации лечебного питания Клиники Института питания. С 1933 г. также доцент кафедры лечебного питания ЦИУВ -Центрального института усовершенствования врачей.
Во время войны с Финляндией и Великой Отечественной войны занимался организацией лечебного питания в действующей армии, в эвакогоспиталях, военно-санитарных поездах, полевых лечебных учреждениях. В 1941 г. опубликовал руководство «Организация лечебного питания в эвакогоспиталях».
В 1941—1946 гг. в РККА, подполковник/полковник медицинской службы, старший инспектор лечебного отдела Управления Распределительного эвакопункта № 33. Член КПСС с 1942 г.
С 1946 г. в Институте питания АМН СССР, заведующий научно-организационным отделением по внедрению лечебного питания в практику.
В 1947 году за монографию «Организация лечебного питания» была присвоена степень доктора медицинских наук, в 1948 г. утверждён в учёном звании профессора по специальности «лечебное питание».
С 1967 года на пенсии.
Награждён орденами Красной Звезды (11.07.1945), Трудового Красного Знамени, медалями «За оборону Москвы», «За победу над Германией в Великой Отечественной войне 1941—1945 гг.»
Сочинения:
- Диетические блюда [Текст]. — [2-е изд.]. — Москва : Госторгиздат, 1959. — 136 с. : ил.; 21 см. — (Б-ка повара).
- Организация питания в коллективном хозяйстве [Текст] : С рис. / М. Маршак, С. Мульяш ; Курсы заоч. образ. политпросветработников при Акад. ком. воспитания им. Н. К. Крупской. — Москва : гостипо-лит. им. К. Маркса, 1930 (Тверь). — 100 с. : ил., черт., план.; 23x15 см.
- Общественное питание сегодня и завтра [Текст] / М. С. Маршак. — Москва : Всесоюзн. паевое т-во «Нарпит», 1930 (6 тип. Транспечати). — 28 с., [2] с. объявл.; 15х11 см.
- Как правильно питаться в крестьянском быту [Текст] / Д-р М. С. Маршак, С. Мульяш, М. Заглухинская. — Москва : [б. и.], 1929. — 82 с. : ил.; 23 см. — (Домоводство; Вып. 2).
- Организация лечебного питания в больничных учреждениях [Текст] : Из руководства для гор. и сел. больниц. — Минск : НКЗ БССР, 1938 (Школа ФЗУ Типографии им. Сталина). — 81 с.; 22 см.
- Организация лечебного питания [Текст] : [В помощь страх. советам] / М. Маршак и Я. Полячек. — Москва : Профиздат, 1939. — 96 с.; 16 см.
- Диетическое питание [Текст]. — Москва : Госторгиздат, 1958. — 160 с.; 17 см. — (Б-ка повара).
- Приготовление диетических блюд в домашних условиях [Текст]. — Москва : Пищ. пром-сть, 1972. — 145 с. : ил.; 20 см.
- Оборудование и инвентарь больничного пищевого блока [Текст] / М. Л. Сирота, В. М. Типков, М. С. Маршак; Под ред. проф. Б. В. Виленкина; Всес. н.-и. ин-т питания Наркомздрава СССР. — Москва : [б. и.], 1939. — 100 с. : ил., черт.; 21 см.
- Организация лечебного питания в эвакогоспиталях [Текст] / М. С. Маршак. — Москва ; Ленинград : Медгиз, 1941. — 73 с.; 22 см.
- Питание и здоровье [Текст]. — Москва : Медицина, 1967. — 111 с. : ил.; 21 см. — (Научно-популярная медицинская литература).
- Что надо знать о витаминах [Текст] / Под ред. проф. О. П. Молчановой. — Москва ; Ленинград : Медгиз, 1940 (Москва). — 20 с.; 20 см.
- Руководство по управлению предприятиями общественного питания [Текст] / М. С. Маршак. — Москва : Нарпит, 1930 (Центр. тип. НКВМ). — 163, [3] с., [2] с. объявл. : схем.; 22х15 см.
- Столовая лечебного питания [Текст] / Доц. М. С. Маршак. — Москва : Госторгиздат, 1945 (18-я тип. треста «Полиграфкнига»). — 51 с.; 21 см.
- Столовая лечебного питания [Текст] / проф. М. С. Маршак. — Москва : Госторгиздат, 1953. — 136 с.; 22 см.
- Витамины и здоровье [Текст] / Проф. М. С. Маршак. — Москва : Знание, 1963. — 40 с. : ил.; 22 см. — (Народный университет культуры. Факультет здоровья; 10).
- Диетическая столовая [Текст] : (Столовая лечебного питания) / Проф. М. С. Маршак. — 2-е изд., перераб. и доп. — Москва : Госторгиздат, 1955. — 184 с.; 23 см.
- Организация лечебного питания в больничных учреждениях [Текст] : Краткое руководство / проф. М. С. Маршак. — Москва : Медгиз, 1951. — 168 с.; 22 см.
- Питание людей среднего и пожилого возраста [Текст] / М. С. Маршак, Л. В. Барановский. — Москва : Медгиз, 1960. — 54 с. : ил.; 20 см. — (Научно-популярная медицинская литература).
- Диетические продукты [Текст] : (Справочник по ассортименту диет. продуктов) / М-во пищевой пром-сти СССР. Главхлеб. Всесоюз. контора по торговле диет. продуктами «Диетпродукт». — 2-е изд., испр. и доп. — Москва : Пищепромиздат, 1953. — 80 с.; 20 см.
- Краткий справочник по лечебному питанию [Текст] / проф. М. С. Маршак ; При участии Р. Л. Блох, Н. И. Екисениной, С. П. Долгопятовой [и др.]. — Москва : Медгиз, 1951. — 208 с.; 20 см. — (Библиотека практ. врача).
- Диетическое питание [Текст] : (Пособие для диетсестер и поваров в больничных учреждениях) / Под ред. И. С. Савощенко ; При участии Е. Н. Боринской и [др.]. — Москва : Медицина, 1967. — 484 с.; 21 см. — (Б-ка среднего медработника).
- Использование пищевых продуктов в лечебном питании [Текст] : (Метод. пособие для врачей) / Проф. М. С. Маршак ; Центр. науч.-исслед. ин-т сан. просвещения М-ва здравоохранения СССР. — Москва : [б. и.], 1968. — 62 с.; 22 см.
- Краткий справочник по лечебному питанию : Предлагается более 30 лечеб. столов, 20 лечеб. диет, используемых при различ. заболеваниях / М. С. Маршак. — СПб. : Тимошка, 2000. — 233 с. : табл.; 20 см. — (Библиотека практической медицины).; ISBN 5-88801-061-8
- Cantina dietetică [Текст] / prof. M. S. Marşak. — Bucureşti : Ed. Consiliului central ăl sindicatelor, 1954. — 145 с.; 20 см.
- Bucătărie dietetică [Текст] / M. S. Marşak ; Trad. din limba rusă Vacariuc Dragos ; Prelucrare şi adaptare de Roda Vişinescu. — Bucureşti : Ed. tehnică, 1961. — 155 с. : ил.; 20 см.